# Квадривио (Салерно)
Квадривио (итал. Quadrivio) је насеље у Италији у округу Салерно, региону Кампанија.
Према процени из 2011. у насељу је живело 6061 становника. Насеље се налази на надморској висини од 138 м.